# Scopula submarginata
Scopula submarginata är en fjärilsart som beskrevs av W. Warren 1898. Scopula submarginata ingår i släktet Scopula och familjen mätare. Inga underarter finns listade.